# 2631 Zejiang
2631 Zejiang je asteroid v glavnem asteroidnem pasu. 

## Odkritje
Asteroid Zejiang so odkrili 17. oktobra 1980 na Observatoriju Purple Mountain v Nankingu. Poimenovan je po kitajski provinci Zejiang.

## Lastnosti
Premer asteroida je približno 34 km. Spada med asteroide tipa S.